# Ferran Morell Brotad
Ferran Morell Brotad es un pneumólogo y profesor español. Es fundador y Jefe del Servicio de Neumología del Hospital Vall de Hebrón hasta 2014. Fue impulsor y coordinador en 1990 del primer trasplante de pulmón en España, una técnica nueva para pacientes límite; el programa ha trasplantado además de 1100 pacientes, entre 80 y 100 por año.
Desde el inicio de su carrera profesional como médico hospitalario, además de desarrollar una intensa actividad asistencial, realiza también de su carrera docente al Hospital Universitario del Valle de Hebrón (perteneciente a la UAB), llegando a Catedrático de Medicina (Neumología).
En su faceta investigadora, ya desde el inicio de su carrera mostró gran interés por intentar una mejora de la resolución de los problemas médicos de los pacientes mediante la investigación. Habiendo publicado más de 300 artículos originales de investigación en revistas científicas, más de 140 de las cuales, en revistas internacionales, en la actualidad sigue con una elevada actividad investigadora.
Desde el inicio de su carrera profesional como médico hospitalario, además de desarrollar una intensa actividad asistencial, que en la actualidad continúa,  realiza también su carrera docente en el Hospital Universitario del Valle de Hebrón (perteneciente a la UAB), llegando a Catedrático de Medicina (Neumología) y director del departamento de medicina que agrupa los 5 hospitales de la UAB.

## Actividad asistencial
- Jefe de servicio de Neumología del Hospital Universitario Vall de Hebrón, Barcelona (1995 – septiembre de 2014) Servicio con 18 médicos de plantilla y con todas las áreas asistenciales (incluidas: trasplante pulmonar, ﬁbrosis quística, inmunodeﬁciencias, dolencias ocupacionales laborales, hipertensión arterial pulmonar, ventilación, ﬁbrosis, dolencias intersticials etc...)

- Fue organizador y coordinador del 1r Programa de trasplante pulmonar del Estado, que efectuó en 1990 el primer trasplante realizado con éxito en España.

- Organizador y coordinador del centro de referencia en dolencias ocupacionales respiratorias

- Reconocimiento como TOP IASIST 2009 como mejor Servicio de Neumología del Estado.

- Nivel 4 (máximo) de la carrera profesional como médico del Instituto Catalán de la Salud (Diciembre de 2005).

- El Dr. Morell calcula haber visitado personalmente alrededor de 130.000 pacientes.

## Actividad investigadora
En cuanto a su  faceta investigadora, ya desde el inicio de su carrera mostró interés a intentar una mejora de la resolución de los problemas médicos de los pacientes mediante la investigación. Ha publicado más de 300 artículos originales de investigación en revistas científicas, más de 130 de las cuales en revistas internacionales. Ha impartido 550 conferencias invitadas de las cuales 48 las ha hecho en centros extranjeros.   En la actualidad sigue con una elevada actividad investigadora que continúa publicando en revistas de elevado Factor de Impacto.
- Acreditado como investigador avanzado por las agencias catalanas y estatales de investigación

- Participación en 35 proyectos de investigación competitivos

- 49 capítulos de libros

- H Index (Web of Science): 45.5

- Factor de impacto 1.805

- 550 conferencias impartidas, 48 de ellas en el extranjero (Alemania, Argentina, Austria, el Brasil, Colombia, los EE.UU., México,  Venezuela etc.)

## Actividad docente
Profesor emérito Neumología
- UAB – Universitat Autónoma de Barcelona- Septiembre de 2014 – actualidad
- Más de 40 años como profesor de la UAB. 6 Tramos docentes (1973 – 2014).
- Catedrático en Medicina (Neumología) de la Universidad Autónoma de Barcelona (UAB) hasta 2014.
- Acreditado de Investigación Avanzada por la AQU (2004) y por la Comisión de Acreditación de Catedráticos de Universidad de Ciencias de la Salud (2009).
- Director del departamento de Medicina de la UAB (2004-2011), compuesto por 210 profesores.
- Director de 27 Cursos de Avances en Neumología y de 16 Cursos de Patología Ocupacional- Laboral Respiratoria
- Director de 23 tesis doctorales
- Ha formado a 89 residentes de neumología desde 1982 hasta la actualidad

## Autor y editor
Neumológica. Pautas, exploraciones complementarias y datos en Medicina Exploratoria
Mederic Ediciones
Revisión práctica y abreviada del manejo de las dolencias respiratorias.
Reeditado cada 3-4 años (11a edición 2020)., Editor: F. Morell y coles.

## Sociedades
Ha sido presidente de la Sociedad Catalana de Neumología (1987-1991), de la Sección de Dolencias Infecciosas y TBC de la Sociedad Española de Patología del Aparato Respiratorio (SEPAR) el 1987-88 y 1988-89 y todavía lo es de la Fundación Catalana de Neumología, desde el año 2000. En 2003 recibió el premio Ramon Llull.
- Fundación Catalana de Nemologia (FUCAP)-  Presidente (2000- actualidad)
- Sociedad Catalana de Neumología (SOCAPNET) - Presidente (1987-1991)
- Consejo asesor de Salud de la Consejería de Salud y Consumo del Gobierno de las Illes Balears - Presidente
- American Thoracic Society (ATS) – Miembro
- European Respiratory Society (ERS) – Miembro
- Sociedad Española de neumología (SEPAR) – Miembro
- Asociación Lationamericana del Tórax (ALAT) – Miembro
- American College of Chest Physicians (ACCP) – Miembro
- International Union Against Tuberculosis – Miembro
- Asociación Hispano Francesa de cooperación técnica y científica – Miembro
- European Academy of Allergology and Clinical Immunology – Miembro

## Causas benéficas
Presidente de la Asociación y Fundación acidH desde el año 2015. Durante los últimos 10 años forma parte del Patronato de esta. La Fundación está dedicada a la mejora de la calidad de vida de las personas con inteligencia límite mediante una atención integral.

## Divulgación científica
- 356 intervenciones en prensa, radio y televisión sobre temas médicos
- Organizador de los cursos sobre salud CUÍDATE:

Áreas de especialización: Fibrosis Pulmonar, Neumonitis por hipersensibiidad, Dolencias Intersticiales (sarcoidosis, histiocitosis), Asma Bronquial y Neumología clínica en general.